# جورج جي. غيلبرت
جورج جي. غيلبرت (بالإنجليزية: George G. Gilbert)‏ هو محامي وسياسي أمريكي، ولد في 24 ديسمبر 1849 في الولايات المتحدة، وتوفي في 9 نوفمبر 1909 في نفس البلد. حزبياً، نشط في الحزب الديمقراطي. وقد انتخب عضو مجلس النواب الأمريكي.